# Bajo Cauca Antioquia

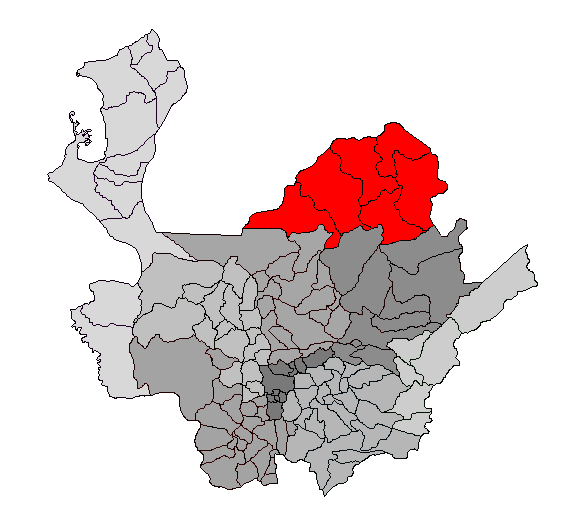
Posizione della provincia di Bajo Cauca Antioquia nel dipartimento di Antioquia

Bajo Cauca Antioquia   è una sottoregione (provincia) colombiana del dipartimento di Antioquia. Essa è composta da 6 municipalità. La provincia occupa la maggior parte della bassa valle del fiume Cauca. 